# John E. Breen
John Edward Breen, genannt Jack Breen,  (* 1. Mai 1932 in Buffalo (New York); † 14. Februar 2023) war ein US-amerikanischer Bauingenieur.
Breen studierte Bauingenieurwesen an der Marquette University mit dem Bachelor-Abschluss 1953, an der University of Missouri mit dem Master-Abschluss 1957 und er wurde 1962 an der University of Texas at Austin promoviert. Ab 1957 war er Assistant Professor an der University of Missouri und ab 1959 forschte er an der University of Texas at Austin, an der er 1962 Assistant Professor und später Professor wurde. Ab 1984 war er dort Nasser I. Al-Rashid Professor für Bauingenieurwesen. Dort war er Direktor des Ferguson Structural Engineering Laboratory.
Er befasste sich mit Stahlbeton- und Spannbetonkonstruktionen, deren Normung, Sicherheitsfragen und Brückenbau mit Spannbeton. Er war Mitglied von Normenausschüssen der ASCE und des American Concrete Institute (ACI) und stand dem Building Code Committee des ACI vor.
Er war Mitglied der National Academy of Engineering. 2002 erhielt er die Freyssinet-Medaille, 2000 den International Award of Merit in Structural Engineering und 2003 den Albert-Caquot-Preis. Er war Fellow der American Society of Civil Engineers (ASCE) und Ehrenmitglied des American Concrete Institute, von dem er auch mehrere Preise erhielt, so 2002 den Structural Engineering Award. 2003 erhielt er den Bridge Engineering Research Award der Bridge Engineering Association und 2005 die John A. Roebling Medal der International Bridge Conference.
Er war auch Ingenieur in der US Navy.